# 金淑姬

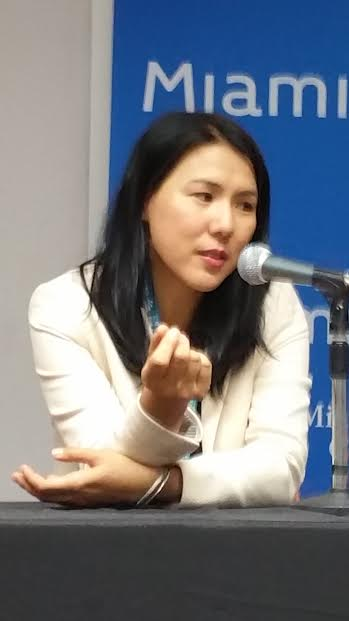
2015年

金淑姬（英語：Suki Kim，1970年9月10日—），美籍韓裔作家。生於韓國首爾，13歲移民美國紐約。畢業於哥倫比亞大學。
首部獲獎小說《通譯士》（英語：The Interpreter）。
2011年7月赴朝鮮民主主義人民共和國平壤科學技術大學任英語講師。後著有回憶錄《沒有您就沒有我們》（英語：Without You, There Is No Us）。